# Le Kimono pourpre
Pour plus de détails, voir Fiche technique et Distribution.
Le Kimono pourpre (The Crimson Kimono) est un film réalisé par Samuel Fuller, sorti en 1959.

## Synopsis
Une strip-teaseuse est assassinée dans le quartier japonais de Los Angeles. Deux détectives, l'un américain, l'autre japonais, amis de longue date, qui se sont connus pendant la guerre, sont chargés de l'affaire. Mais, durant l'enquête, la rencontre d'une artiste-peintre va briser leur amitié, puis leur faire prendre conscience d'une autre conception de la vie.

## Fiche technique
- Titre : Le Kimono pourpre
- Titre original : The Crimson Kimono
- Réalisation : Samuel Fuller
- Scénario : Samuel Fuller
- Chef opérateur : Sam Leavitt
- Musique : Harry Sukman
- Montage : Jerome Thoms
- Costumes : Bernice Pontrelli
- Production : Samuel Fuller
- Genre : Policier, drame, romance et thriller
- Durée : 82 minutes
- Date de sortie :
- Le film n'a pas été distribué en France
  -  États-Unis : octobre 1959

## Distribution
- Victoria Shaw : Christine Downs
- Glenn Corbett : Charlie Bancroft
- James Shigeta : Joe Kojaku
- Anna Lee : Mac
- Paul Dubov : Casale
- Jaclynne Greene : Roma
- Neyle Morrow : Hansel
- Gloria Pall : Sugar Torch
- George Yoshinaga : Willy Hidaka
- Walter Burke : Ziggy